# 1492 콜럼버스
《1492 콜럼버스》(1492: Conquest Of Paradise)는 스페인에서 제작된 리들리 스콧 감독의 1992년 모험, 드라마 영화이다. 제라르 드빠르디유 등이 주연으로 출연하였고 리들리 스콧 등이 제작에 참여하였다.
이 영화는 크리스토퍼 콜럼버스의 신항로 개척 500주년을 기념하기 위해 파라마운트 픽처스에 의해 개봉되었다.

## 출연

### 주연
- 제라르 드빠르디유

### 조연
- 아맨드 아상테

## 기타
- 공동제작: 로셀린 보스크
- 공동제작: 마크 보이먼
- 공동제작: 피어 파기스
- 협력프로듀서: 가스 토머스
- 미술: 노리스 스펜서
- 의상: 찰스 노드
- 의상: 바바라 루터
- 배역: 루이스 디지아이모
- 배역: 댄 파라다